# Dolichopeza (Dolichopeza) percuneata
Dolichopeza (Dolichopeza) percuneata is een tweevleugelige uit de familie langpootmuggen (Tipulidae). De soort komt voor in het Australaziatisch gebied.